# Wohnhaus Sackstraße 1

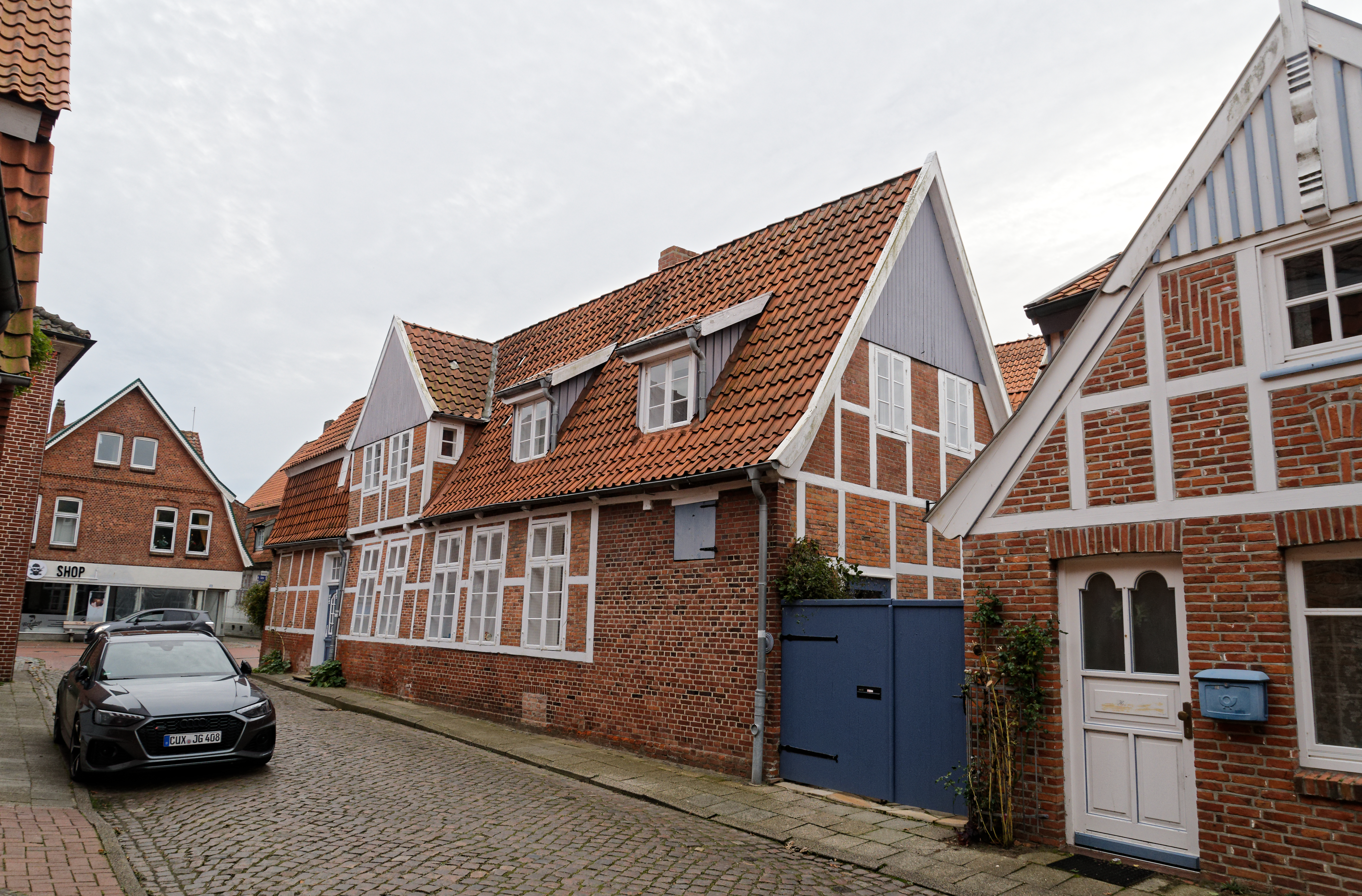
Wohnhaus Sackstraße 1

Das Wohnhaus Sackstraße 1, Ecke Marktstraße, in der niedersächsischen Samtgemeinde Land Hadeln, Gemeinde Otterndorf, im Landkreis Cuxhaven, stammt aus dem 18. Jahrhundert. Aktuell (2024) wird es als Wohnhaus genutzt.
Das Gebäude steht unter Denkmalschutz (siehe auch Liste der Baudenkmale in Otterndorf).

## Geschichte und Beschreibung
Otterndorf war der Hauptort des Landes Hadeln. 1400 erhielt er von Herzog Erich von Sachsen-Lauenburg das Stadtrecht.
Das nach der Wurtsiedlung zweite historische Zentrum – die Marktsiedlung – entstand im dritten Viertel des 16. Jahrhunderts. Zur Stadterweiterung nach Osten diente früh die Marktstraße mit relativ gleichmäßig großen Parzellen. Der ehemalige Marktplatz wird heute von der Reichen- und der Marktstraße durchschnitten. Die  Platzkreuzung besteht aus Rathaus im Nordwesten, Marktstraße 1 im Nordosten, Kranichhaus und Marktstraße 2 im Süden sowie Reichenstraße 2 im Westen, mit Häusern zumeist aus dem 16. und 17. Jahrhundert. Ab 1582 wurde hier Markt gehalten. Zur denkmalgeschützten Häusergruppe gehören Rathaus (1583), Kranichhaus (1696/1735/1764), Kaufhaus (1754) und neun weitere zumeist giebelständige Wohnhäuser (17. bis 19. Jh.).
Das eingeschossige zur Sackstraße traufständige und zur Marktstraße giebelständige Gebäude in Fachwerk mit Steinausfachungen, mit ziegelgedecktem Mansarddach wurde am Ende des 18. Jahrhunderts gebaut. In der Ostfassade gliedert die Fassade außermittig ein Dachhaus in Fachwerk, mit regionaltypischer senkrechter Verbretterung des Giebeldreiecks. Die Südfassade wurde massiv ersetzt und ein neuerer Anbau mit Satteldach schließt nach Norden an.
Das Landesdenkmalamt befand u. a.: „… Die Erhaltung der ehemaligen Marktsiedlung liegt aus geschichtlichen und städtebaulichen Gründen wegen des orts- und siedlungsgeschichtlichen sowie straßen-, platz- und ortsbildprägenden Zeugniswerts im öffentlichen Interesse … .“